# Zaporoška Sič
Zaporoška Sič (ukrajinski: Запорізька Січ) povijesno je ukrajinsko područje koje je postojalo između 16. i 18. stoljeća. 
Središte je bilo smješteno na području današnje Ukrajine, oko sadašnjeg rezervoara rijeke Dnjepar, imena Kahovka. Regija se protezala duž donjeg dijela Dnjepra. Smatra se da je početak Zaporoške Siči vezan za tvrđavu sagrađenu na otoku Horticja u sredini rijeke Dnjepar u zaporoškoj regiji Ukrajine. Pojam "Zaporoška Sič" također je metonimijski korišten kao neformalni izraz za vojno-administrativni ustroj Zaporoških kozaka.
Jedno vrijeme bila je istovremeno pod upravom Poljsko-Litavske Unije i Ruskog Carstva. Ubrzo nakon što je Rusko Carstvo na to područje naselilo južne Slavene i Moldavce, Zaporoška Sič prestala je postojati. Postala je dio Ukrajine koji se zvao Nova Rusija i Nova Srbija. Nova Srbija je bila teritorij u carskoj Rusiji od 1752. do 1764. stječen kolonizacijom i rusifikacijom središnjih ukrajinskih prostora nakon potpunog rušenja autonomije Zaporoške Siči. Životni prostor protjeranog ukrajinskog stanovništva tada naseljavaju pravoslavni narodi, uglavnom Rumunji, Srbi i Rusi, koji prihvaćaju autokratsku politiku ruskog cara. Dio lokalnog ukrajinskog stanovništva ostaje živjeti na tim prostorima, dio njih se seli u zapadnu Ukrajinu pod poljskom vlašću, a znatan dio je protjeran na južne obale Azovskog mora, u današnju Rusku Federaciju. Njihovi potomci su kasnije postali poznati kao Kubanski Kozaci koji su se kasnije priključili ruskim postrojbama ratujući protiv turkijskih vlasti na sjevernom Kavkazu.
Povijest Zaporoške Siči ima šest vremenskih razdoblja:
- Nastanak (1471. – 1583.)
- Dio poljske krune uključivanjem u Kijevsko Vojvodstvo (1583. – 1657.)
- Borba s Poljskom, Otomanskim Carstvom i Krimskim Kanatom za neovisnost ukrajinskog dijela unutar Poljske (1657. – 1686.)
- Borba s Krimom, Otomanskim Carstvom i Ruskim Carstvom za jedinstveni identitet Kozaka (1686. – 1709.)
- Uspostava novog Podunavskog Siča izvan Ruskog Carstva na području Otomanskog Carstva (1709. – 1734.)
- Obračun s Ruskim Carstvom, gubitak autonomije i pad (1734. – 1775.)